# Lowell (krater marsjański)
Lowell – krater na powierzchni Marsa o średnicy 201 km, znajdujący się na obszarze Aonia Terra. Krater ten jest względnie stary na co wskazują podniszczone jego krawędzie. W pobliżu zewnętrznych granic krateru Lowella znajdują się dwa mniejsze, wyraźnie zaznaczone młode kratery nakładające się na starsze elementy powierzchni w pobliżu zewnętrznych granic krateru Lowella. Jego przybliżone współrzędne areograficzne to ♂ 52°S 81°W/-52,000000 -81,000000.
Nazwa krateru pochodzi od amerykańskiego astronoma, Percivala Lowella.